# Moncef Ouhaïbi
Moncef Ouhaïbi, né en décembre 1949 à Hajeb El Ayoun, est un poète tunisien, l'une des grandes voix de la poésie tunisienne et arabe contemporaine.

## Biographie
Professeur de langue et littérature arabes à l'université de Kairouan et à la faculté des lettres et des sciences humaines de l'université de Sousse, il publie plusieurs recueils de poèmes en arabe : Tables (1982), où il réunit les poèmes qu'il a écrit pendant les années 1970, Table 2 (1991), Manuscrit de Tombouctou (1998), où il questionne l'histoire et les mythes des villes tunisiennes, Les Affaires de la femme qui a oublié de grandir (2010) et Diwan al-Ouhaibi (2010 à la Maison de l'édition Mohamed-Ali de Sfax).
En 1999, il remporte le prix Abou el Kacem Chebbi (ar) pour son recueil Métaphysique de la rose de sable (Mitavizika wardat al Raml) et reçoit le 21 avril 2012 le Comar d'or pour La Maîtresse d'Adam, son premier roman, écrit en arabe.
Il publie en français Que toute chose se taise (2011), aux éditions Bruno Doucey. Il est également l'auteur de scénarios de courts métrages documentaires et de fictions, notamment En attendant Averroès, Paul Klee à Hammamet, Devant les portes de Kairouan et Pays qui me ressemble, consacré au voyage de Paul Klee à Kairouan en 1914,. Ses œuvres ont été traduites en plusieurs langues.
Le 18 février 2011, il est nommé directeur par intérim de Radio Monastir.
Il est militant au sein d'un parti, la Voie démocratique et sociale, et reçoit par téléphone, en mai 2013, des menaces de mort pour ses opinions politiques.